# 対合
対合（たいごう、ついごう、involution）は、自分自身をその逆として持つ写像である。
{\displaystyle f^{-1}(x)=f(x),{\mbox{ for any }}x.}
これは空間上の変換であって、二回繰り返すと恒等変換となる（元に戻る）という性質
{\displaystyle \lambda (\lambda (x))=x,{\mbox{ for any }}x}
を持つものと言ってもよい。ただし、それ自身が恒等変換となるものは通常は除いて考える。またこれは変換群に属する位数 2 の元
{\displaystyle \sigma {\mbox{ which satisfies }}\sigma ^{2}=\mathrm {identity} }
を指すと言っても同じことであり、それを理由に一般の群（抽象群）においても位数 2 の元を対合と呼ぶことがある。

## 例
- 平面上の任意の点 x を、ある直線 l に関して対称な点 φ(x) に写す操作（鏡映）φ は、明らかに φ(φ(x)) = x を満たすから φ は平面上の対合である。
- 集合 A に対し、普遍集合 S において A の補集合 Ac をとる操作は、(Ac)c = A を満たすから、この変換は S の冪集合における対合である。
- 複素数 z に対しその共役複素数 z* をとる複素数体 C 上の変換は、 (z*)* = z を満たすから対合である。

## 対合つき代数系
群 G が与えられ、その上の写像 I: G → G が対合であって、次の関係
{\displaystyle (gh)^{I}=h^{I}g^{I},{\mbox{ for any }}g,h\in G}
を満たすとき、対合 I は G の群構造と両立するといい、組 (G, I) を対合付きの群と呼ぶ。群の逆元をとる演算
{\displaystyle g\mapsto g^{-1}}
は g, h を G の元とすれば
{\displaystyle (g^{-1})^{-1}=g,}

{\displaystyle (gh)^{-1}=h^{-1}g^{-1}}
を満たすので、これは群が標準的に持つ群構造と両立する対合である。
また、環 R とその上に対合 "*": R → R で
{\displaystyle (r+s)^{*}=r^{*}+s^{*},{\mbox{ for any }}r,s\in R,}

{\displaystyle (rs)^{*}=s^{*}r^{*},{\mbox{ for any }}r,s\in R,}

{\displaystyle 1_{R}^{*}=1_{R}}
を満たすものの組 (R, "*") として対合付き環の概念が得られる。もっと一般に必ずしも可換でないものを含む二項演算（と単項演算、0項演算）のみからなる代数系 A にその上の対合 σ が存在するとき、σ が A からその逆代数系 Aopp への準同型となる（つまり、二項演算の順番を逆にし、単項、0 項演算と可換となる）とき、代数系 A の構造と対合 σ は両立するといい、組 (A, σ) を対合つき代数系と呼ぶ。たとえば、n 次全行列環 Mn(K) (K は可換環あるいは体)に、行列を転置させる写像 t を考えたとき、x, y を行列、λ をスカラーとすると
{\displaystyle {}^{t}\!({}^{t}\!x)=x,}

{\displaystyle {}^{t}\!(x+y)={}^{t}\!x+{}^{t}\!y}

{\displaystyle {}^{t}\!(xy)={}^{t}\!y{}^{t}\!x}

{\displaystyle {}^{t}\!(\lambda x)=\lambda {}^{t}\!x}
が満たされるので、(Mn(K), t) は対合つき多元環である。
体 L が対合となる自己同型 σ を持つとき、σ の固定体を F とすると、拡大 L/F は二次拡大である。 

## 対合で生成される群
鏡映群、コクセター群は、（位数 2 の元という意味での）対合からなる生成系を持つ群である。